# Wyżyna Sirin
Wyżyna Sirin (hebr. רמת סירין, Ramot Sirin; nazywana także Micpe Elat) – płaskowyż położony między Doliną Jezreel a Doliną Jordanu w Dolnej Galilei na północy Izraela. Leży na wysokość około 200 metrów n.p.m.

## Geografia
Wyżyna Sirin jest lekko pagórkowatym rozległym płaskowyżem położonym w Dolnej Galilei. Leży na wysokość około 200 metrów n.p.m. i jest wyraźnie zaznaczony przez otaczające go niżej położone obszary. Od strony zachodniej zamyka go masyw Góry Tabor (575 m n.p.m.) i Dolina Jezreel (w tej zachodniej swojej części nazywana Bik’at Jawne’el). Po stronie północno-zachodniej wznosi się masyw wzgórz Hare Nacerat (wysokość dochodząca do 400 metrów n.p.m.). Na północy jest Dolina Bikat Turan. W kierunku północno-wschodnim przechodzi w Dolinę Jawne’el, którą płaskowyż Porijja oddziela od Jeziora Tyberiadzkiego. Po stronie wschodniej płaskowyż opada stromymi zboczami do Rowu Jordanu. Południową granicę wyznacza głębokie wadi strumienia Nachal Tabwor, spływającego na wschód do depresji rzeki Jordan. Po drugiej stronie wadi, na południu rozciąga się płaskowyż Ramot Jissachar. Płaskowyż jest zbudowany ze skał bazaltowych. W swojej głównej centralnej części jest on stosunkowo płaski, dzięki czemu jest wykorzystywany do działalności rolniczej. Zachodnia, południowa i wschodnia część charakteryzuje się tarasowymi zboczami, które w zależności od położenia wznoszą się lub opadają. Zbocza najczęściej są zalesione. Płaskowyż jest urozmaicony kilkoma płytkimi wadi, którymi płyną strumienie: Keszet, HaSziva, Kama, Kisz, Ein Hada, Ulam, Rechesz, Salil, Ukkal, Schachal, Jazir i Achim (spływają na południe do strumienia Tawor), Adama, Hagal, Ankor i Menahamija (spływają na wschód do rzeki Jordan), oraz Hartsit i Adami (spływają na północny wschód na płaskowyż Porijja). Południowo-wschodni obszar płaskowyżu jest słabo zaludniony, natomiast w północno-zachodniej części są miejscowości Kefar Kama, Kefar Tawor i Szibli-Umm al-Ganam, moszawy Sede Ilan, Szarona, Szadmot Dewora i Kefar Kisch, kibuc Bet Keszet, oraz wioska edukacyjna Kadoorie

## Turystyka
Największą tutejszą atrakcją turystyczną jest rezerwat przyrody Nachal Tawor. Jest to popularne miejsce pieszych wędrówek turystycznych. Miejscem pielgrzymek chrześcijańskich jest natomiast Góra Tabor z Bazyliką Przemienienia Pańskiego.

## Transport
Przez północno-zachodnią krawędź płaskowyżu przechodzi droga nr 65, od której w kierunku jeziora Tyberiadzkiego odchodzi droga nr 767.